# F-111戰鬥轟炸機
F-111「土豚」（英語：F-111 Aardvark）是一款由美國通用動力於1960年代開發製造、美國空軍與海軍聯合參與設計案的成品多用途中距離戰鬥/攻擊機。

## 發展史
1960年代時，美國空軍的設計需求是一架能夠全天候、以低空高速進行遠程攻擊的戰術轟炸機，而海軍的需求則是一架能夠長時間滯空的艦隊防空用攔截機。但是開發中的許多問題導致艦載攔截機版本的設計（F-111B）沒有實現，F-111最後僅為美國空軍採用。
F-111在美國空軍中除作為戰術/戰略轟炸（FB-111）之外，另亦衍生出電子干擾機型（EF-111A）。本機於1960年開始研發，1967年首飛。在越南戰場上的前幾個月，F-111 因為自身的問題而有數架墜毀，因此飛行員給予「土豚」的綽號，但在幾次大規模的整理與改善之後，超音速低空進襲的引擎怒吼聲、強大而精準的攻擊能力，讓北越軍隊給予它「死亡之嘯」的稱呼。
在美國空軍於1998年將其所有的F-111退役之後，其戰術轟炸任務就由F-15E「打擊鷹」（F-15E "Strike Eagle"）所取代；而超音速戰略轟炸任務則是由B-1槍騎兵戰略轟炸機取代。在美國將F-111退役之後，全球僅剩下皇家澳大利亞空軍（RAAF）仍持續操作此型戰機，引進美國退役的F-111G以維持其作戰部隊之打擊能力。直到2010年12月3日，澳洲空軍正式舉行F-111退役儀式，並以新購的24架F/A-18F超級大黃蜂戰機取代F-111。至此，F-111正式結束其現役生涯。
F-111擁有諸多當時的創新技術，包含幾何可變翼、後燃器、渦輪扇發動機和低空地形追蹤雷達。它有許多設計影響了蘇聯工程師和許多他國軍工業的思維，其諸多前瞻設計後來也成為戰鬥機架構上的基本常態。

## 操作歷史

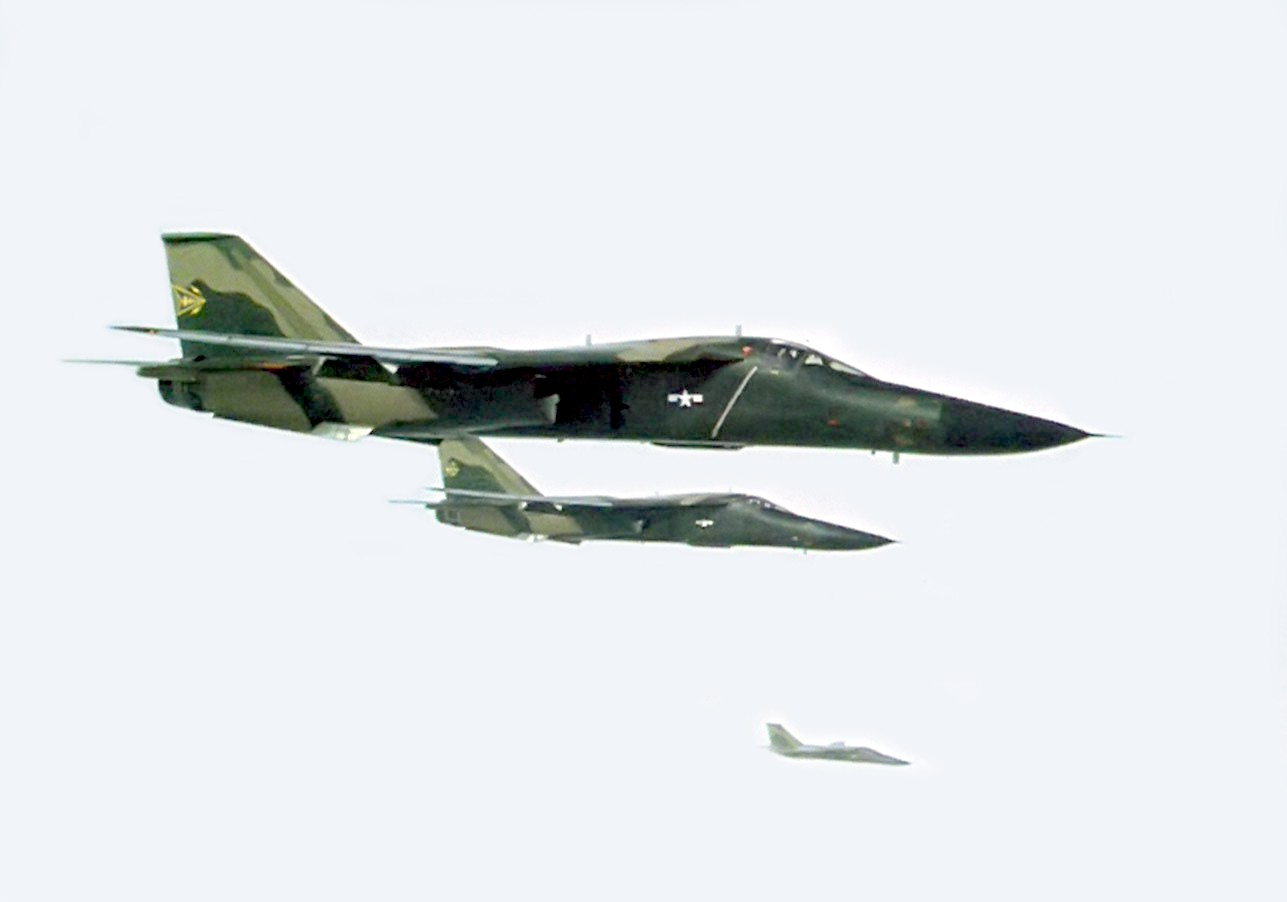
在東南亞上空的F-111A戰轟機

1967年7月17日，首批預量產6架的F-111戰機被配屬於奈利斯（Nellis）空軍基地。這批戰機被用於飛行員訓練之用。1968年4月28日，428戰機中隊成軍，使F-111正式擁有初期作戰能力。
1968年3月，6架F-111被送往越南進行作戰測試。但在抵達越南僅僅一個月的期間，其中3架F-111即因意外而損失，而作戰測試也不得不暫時中止。經過調查後發現所有失事的3架飛機皆導因於水平尾翼故障。這也使F-111在美國國內遭受極為嚴厲的批評，並使474作戰大隊不得不延後至1971年才得以完全執行作戰任務。
1972年9月，F-111重回越南戰場，並以泰國作為基地。由於F-111的航程與設計關係，在對北越目標進行攻擊時它不需要額外的空中加油與電戰機支援，並且得以執行全天候作戰之任務。同時，一架F-111的攜彈量相當於4架F-4戰機，因此，F-111的價值終於在戰場上展現，並在4000趟作戰任務中僅損失6架飛機。
1974年7月到1975年6月其間，來自428與429中隊的F-111A駐留泰國，對柬埔寨、寮國等地的共產黨部隊進行攻擊。

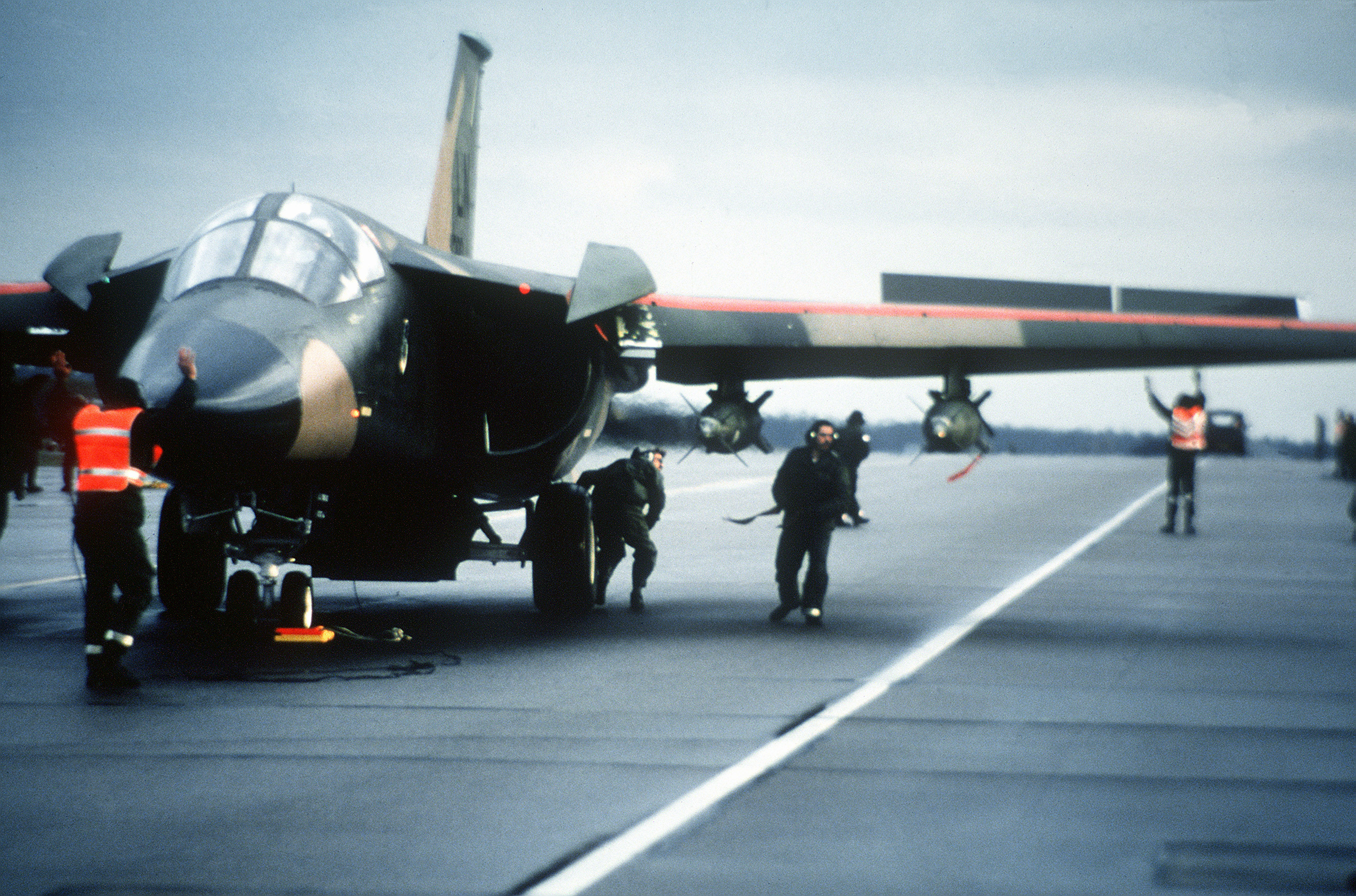
正準備對利比亞空襲的F-111F

1986年4月14日，18架F-111與大約25架海軍的戰機對利比亞地區進行空襲。於該任務之中，F-111機群自英國的基地起飛轟炸位於利比亞之目標。來回飛行約6400英哩，總時間則長達13個小時。其中一架參與行動的F-111在利比亞上空遭擊落。
F-111也在1991年參與波灣戰爭。在整場戰役之中，F-111平均在4.2個攻擊任務中僅有1個未成功任務，任務達成率高於美軍其他機種。參戰的66架F-111F投擲了整場戰役中80%的精準雷射導引彈藥，包括GBU-15與GBU-28碉堡剋星等總計有18架F-111E型戰機參與了沙漠風暴行動。F-111共計擊毀超過1,500輛伊拉克軍的戰車與裝甲車輛。

## 型號

### F-111A
F-111A是在F-111的初始生產版本。
早期的F-111A使用的TF30-P-1發動機。大部分F-111A中使用的TF30-P-3發動機，12,000磅（53千牛頓）和18,500磅（82千牛頓），加力推力和“3D”可變進氣口，在高海拔可提供2.3馬赫（1,450英里每小時2,300公里/小時）的最大速度。變體有92,500磅（42000公斤）的最大起飛重量和45200磅（20,500公斤）的空重。
F-111A的航空電子設備套件包括通用電氣 AN/APQ-113攻擊雷達、裝於機首的德州儀器 AN/APQ-110 地形跟踪雷達以及AJQ-20 慣性導航和導航/攻擊制度。地形跟踪雷達（TFR）與自動飛行控制系統整合，允許飛行員在低高度（離地高度200呎）下以高速自動飛行。
F-111A共生產了158架，包括17架預生產型。後來標準生產型。其中 42架改裝為EF-111A「渡鴉」為電子戰戰術電子干擾用。1982年，四名美軍保存的F-111A被提供給澳大利亞的作為損耗更換和改裝為F-111C標準; 這些都改裝上較長的機翼和F-111C的鋼製起落架。
3架預生產型F-111A被提供給美國NASA進行各種測試任務。第13架F-111A被裝上為測試超音速飛行器技術而設計的新機翼，並在20世紀70年代和80年代先進戰鬥機技術整合方案。1989年退役後在賴特-帕特森空軍基地的美國空軍博物館展示，1991年6月其餘未改造的F-111A則被封存在戴维斯－蒙森空軍基地的航空太空維護與再生中心

### F-111B
F-111B是為美國海軍設計的艦隊防空（FAD）戰鬥機，由於蘇聯攻擊航空母艦及其戰鬥群的陸基海軍航空兵轟炸機和戰鬥轟炸機配備有反艦飛彈，因此要求F111B能夠使用AWG-9雷達控制AIM-54鳳凰飛彈進行視距外攔截。因通用動力缺乏設計艦載機的經驗，所以便與格魯門公司合作。但由於海軍對飛機要求與空軍不同(主要是空戰能力以及艦上可操作性)，F111B在發展過程中出現許多問題(嚴重超重以及推力不足；該機操作起飛重量35噸上下，而海軍的上限僅25噸，TF30則始終有可靠度及推力不夠的問題)，加以F111高昂的單位造價，格魯門公司的F-14雄貓，也將F-14改設計大到足以攜帶AWG-9和鳳凰飛彈的武器系統，同時維持海軍可以接受的艦上操作性，F111B計劃最後於1968年12月取消，總共有7架F111B被生產出來。

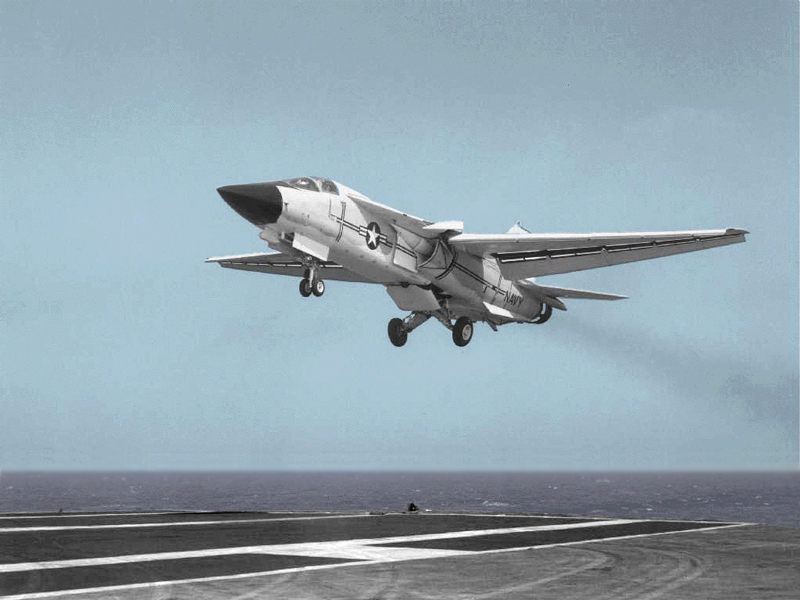
1968年7月，F111B降落在珊瑚海號航艦上

### F-111C
F-111C是出口澳大利亞的版本，結合了F-111A具有更長的F-111B的機翼和加強FB-111A起落架。澳大利亞購買24架F-111， 1973年澳大利亞皇家空軍接收第一架飛機。其中四架被改裝為RF-111C偵察型。1979-80年間澳大利亞還購買了四架前美國空軍的F-111A，並將它們轉換為C標準。澳洲空軍在F-111C服役時仍持續進行航空電子設備，武器系統和其他升級。2010年12月F-111C在澳大利亞皇家空軍退役。

### F-111D
F-111D是为升級後的F-111A配備新型Mark II航空電子設備，更強大的發動機，提高了進氣幾何，和早期的數位座艙。該型號在1967年訂購於1970-73年間開始交付，總共生產96架F111D。F-111D於1972年達到初始作戰能力。交付因航空電子設備的問題而延誤。F-111D的唯一操作聯隊是第27戰術戰鬥機聯隊駐紮在新墨西哥的坎農空軍基地。
F-111D使用新的3D進氣錐，有更強大的TF30-P-9發動機，淨推力12,000磅（53千牛），加力推力18,500磅（82千牛），并改善TF-30發動機的問題。
Mark II的航空電子設備配有數位化微處理器系統，是美國空軍最早開始使用數位系統之一，提供了美國空軍大量運算的能力，但次系統始終存在問題。洛克威爾數位轟炸導航系統包括慣性導航系統、AN/APQ-130攻擊雷達系統和都卜勒雷達，其也包含了數位電腦套件以及多功能顯示器。地貌追蹤雷達則是AN/APQ-128，攻擊雷達有都卜勒波束銳化以及移動目標指示能力，並且可以進行連續波照射以控制半主動雷達導引飛彈。
雖經過多年改進的航空電子設備的可靠性，但問題從未完全解決。F-111D於1991年和1992年間退役。

### F-111E
F-111E是F-111D訂單被延誤後的簡化型。這架F-111E使用的新的3D進氣錐，但保留了F-111A的TF30-P-3發動機和MK I的航空電子設備。該武器儲存管理系統進行了改進和其他小的變更。
在1968年首次下訂從1969-71年交付的F-111E。它在1969年達到初始作戰能力。1969年8月20日F-111E的第一次飛行成功，共計生產94架F-111E。直到1991年一些F-111E的基地仍設在英國(冷戰部屬)，一些F111E的航電升級一些電子模組作為航電現代化項目的一部分。F-111E曾在1990-91期間參加波灣戰爭。一些F-111E在90年代初改進為TF30-P-109發動機。所有的F-111E是在1995年退役封存到AMARC(309th_Aerospace_Maintenance_and_Regeneration_Group（页面存档备份，存于）)。

### F-111F
F-111F是為戰術空軍司令部生產的F111最後型號，採用現代化但更便宜的MK IIB航電系統，使用推力更強的TF30-P-100發動機。
1969年美國空軍批准了F-111F的計畫。在1970年至1976年生產共計生產106架。
Mark IIB 整合了F-111D和 FB-111A的導航和數位式電腦系統，以及 FB-111A的部份航電，如AN/APQ-144攻擊雷達和(精簡戰略轟炸操作模式但增加2.5英里(4.0公里)的顯視距離能力)、AN/APQ-146地貌追蹤雷達和早期 F-111 的簡化低成本航電系統，但不包括 F-111D 的 AN/APN-189 都卜勒雷達導航系統，仍然具有MTI移動目標指示能力。
這架F-111F推力更強大的TF30-P-100渦扇發動機具有25,100磅（112千牛）的後燃推力，新增可調節的發動機噴嘴以減少阻力。新的P-100發動機大大提高了F-111F的性能(服役早期問題不斷，低溫環境後燃器燃燒室失速、噴嘴密封失效、進氣口導葉裂紋)。後來在1985-86年該發動機被升級到了TF30-P-109。
F-111雖然有內掛彈艙，但多數情況下被用於裝載額外的燃油或設備。80年代初開始許多F-111F在彈艙半埋式安裝了福特AVQ-26莢艙。該莢艙具有雷射標定器和前視紅外線感測器（FLIR），可為雷射導引武器精確標定目標。同視軸雷射標定器和 FLIR 安裝在莢艙後部的動力轉塔內，可向座艙顯示器提供清晰的目標放大影像。所有F-111都可以扔雷射導引炸彈，但只有F型具備自行導引能力。
美國空軍的F-111F於1996年除役，任務被F-15E打擊鷹取代。

### F-111K
1965年英國政府取消了BAC TSR-2攻擊機，理由為TFX較低的成本，在1967年2月訂購了50架F-111K飛機的皇家空軍。F-111K是要由以後再補在英法可變幾何飛機則正在開發中。F-111K是基於F-111A具有更長的F-111B的翅膀，FB-111起落架，Mark II的導航/火控系統，和英國提供的任務系統。其他的變化包括武器艙的修改，增加了一個可伸縮加油探頭，以及較高的總重量與使用FB-111A起落架。
1968年1月，英國終止了F-111K計畫，因為計畫成本較高; 隨著成本的增加加上英鎊的貶值，當時已經提出的成本大約每3000000英鎊。首批2架F-111K（一攻擊/偵察F-111K和一個教練/攻擊TF-111K）是在最後階段的組件時被取消。這兩架飛機後來完成，由美國空軍接收以YF-111A試驗飛機稱呼。

### FB-111A/F-111G
- FB-111A

FB-111A是F-111的戰略轟炸版。是美國戰略空軍司令部用來取代B-58和B-52的過渡機種。1966年美國空軍簽訂了FB-111A合約，1968年，計劃生產263架FB-111，但1969年總數被縮減到76架，1968年第一架生產型試飛成功。在1971年6月交貨。
戰略轟炸版的機身比原版長，從22.39公尺增加到23.04公尺，以容納戰略轟炸任務所需的額外燃油。為了增加航程並提高載彈量，FB-111A使用了F-111B的長機翼，翼展從F-111A的19.20公尺增加到21.34公尺。該機還加強了起落架和機輪，發動機為兩具TF30-P-7，使用為F-111E研製的Mark IIB航電系統，其中包括改進型F-111A攻擊雷達、一套慣導系統、數位電腦、外加F-111D Mark II航電裡的先進顯示系統。
FB-111A 的主要武器是AGM-69A SRAM飛彈，該飛彈的設計用途主要是摧毀敵方諸如雷達、地對空飛彈和其他防空系統的防禦系統。SRAM 的發射重量1,011公斤，安裝一台雙脈衝固體火箭發動機，最大速度2.8~3.2M，航程根據任務在56~169公里。SRAM的戰鬥部為一枚 W6核彈頭，當量20萬噸，FB-111A可在彈艙內掛載兩枚 AGM-69A SRAM，內側機翼掛架還可掛載2枚。典型情況下，該機最外側機翼掛架掛載4個2,271公升（600 加侖）副油箱，最內側掛架在不掛載SRAM時還可掛載2個副油箱，總數可達到6個副油箱。機翼最外側掛架不可旋轉，安裝該掛架後 FB-111A 只可以進行亞音速飛行，機翼後掠角超過26度時必須拋掉掛架。另外FB-111A還能在機翼下掛載24枚500磅炸彈，或6枚核炸彈，或1枚B77核彈，最大酬載16,100公斤。
通用動力公司在70年代提出多種先進的FB-111戰略轟炸機的設計。其中，在通用動力公司內部被稱為FB-111G的方案，是一個更大的機體、包含更強大的發動機與更多載彈量和航程。接下來的是一個加長版的FB-111H，內容是更強大的通用電氣公司F101渦扇發動機，12英尺8.5寬更長的機身和重新設計的進氣道。後方起落架被向外移動，以便可以在機身處安裝武器。1975年在FB-111H被提供作為替代B-1A的計畫。1979年類似的FB-111B / C計畫被提出但沒有被採用。
- F-111G

在戰略航空司令部引進B-1B後FB-111A成為多餘。留存的FB-111A接受改裝(保留核打擊能力，增加傳統武器發射系統以及新的無線電還有新的電戰設備)後成為執行傳統任務的F-111G。改裝過程于1989年開始，34架F-111G轉換完成之後結束。隨著戰略航空司令部改組，FB-111A和F-111G被轉移到新成立的空軍作戰司令部（ACC）。主要被用於訓練。剩下的FB-111A於1991年退役和F-111G在1993年退役。1993年澳大利亞購買了15架F-111G，用以補充F-111C的空缺。它們也於2007年退役。

### EF-111A
更替老化的EB-66，美國空軍與格魯門公司於1972年簽約改造現有的42架F-111A成為電戰飛機。在EF-111A可以從F-111A的尾翼設備凸起上的進行區分。1998年5月，美國空軍撤回了最後的EF-111A的服務，將它們放置在存貯在航空航太維護與再生中心（AMARC）。

## 使用國
澳大利亞皇家空軍
- 第82號 - 澳大利亞皇家空軍基地安伯利
  - 第1中隊 的F-111C（1973-2009）
  - 第6中隊的F-111C（1973-2010），F-111G（1993-2007）

 美国
- 美國空軍操作F-111A/D/E/F/G，FB-111A和EF-111A。

F-111飛機於1996年正式退役。
EF-111A於1998年正式退役。
- 戰術空軍 1968年至1992年
- 空軍作戰司令部 1992年至1998年
  - 第27戰術戰鬥機聯隊 - 坎農空軍基地
  - 481次戰術戰鬥機中隊的F-111A / E（1969-1973），F-111D（1973-1980）
  - 522D戰術戰鬥機中隊的F-111A / E（1971-1972），F-111D（1973-1992），F-111F（1992-1995）
  - 523D戰術戰鬥機中隊的F-111A / E（1971-1972），F-111D（1973-1992），F-111F（1992-1995）
  - 第524戰術戰鬥機中隊的F-111A / E（1971-1972），F-111D（1973-1992），F-111F（1992-1995）
  - 第366戰術戰鬥機聯隊 - 山家空軍基地
  - 389戰術戰鬥機中隊的F-111A（1971-1977），F-111F（1977-1991）
  - 第390戰術戰鬥機中隊的F-111A（1971-1977），F-111F（1977-1982）
  - 第391戰術戰鬥機中隊的F-111A（1971-1977），F-111F（1977-1990）
  - 第474戰術戰鬥機聯隊 - 內利斯空軍基地
  - 第428戰術戰鬥機中隊的F-111A（1968-1977）
  - 第429戰術戰鬥機中隊的F-111A（1969-1977）
  - 第430戰術戰鬥機中隊的F-111A（1969-1977）
- 美國空軍在歐洲
  - 第20戰術戰鬥機聯隊 - 英國皇家空軍Heyford
  - 第55戰術戰鬥機中隊的F-111E（1971-1993）
  - 第77戰術戰鬥機中隊的F-111E（1971-1993）
  - 第79戰術戰鬥機中隊的F-111E（1971-1993）
  - 第48戰術戰鬥機聯隊 - 英國皇家空軍萊肯希思
  - 第492戰術戰鬥機中隊的F-111F（1977-1992）
  - 第493戰術戰鬥機中隊的F-111F（1977-1992）
  - 第494戰術戰鬥機中隊的F-111F（1977-1992）
  - 第495戰術戰鬥機中隊的F-111F（1977-1992）
- 戰略空軍司令部
  - 第340轟炸機大隊（中） - 卡斯威爾空軍基地
  - 第4007戰鬥員訓練中隊的FB-111（1968-1971）
  - 第380轟炸機聯隊（中） - 普拉茨堡空軍基地
  - 第528轟炸機中隊（中） FB-111（1971-1995）
  - 第529轟炸機中隊（中） FB-111（1971-1995）
  - 第509轟炸機聯隊（中） - 皮斯空軍基地
  - 393D轟炸機中隊（中） FB-111（1970-1990）
  - 第715次轟炸中隊（中） FB-111（1971-1990）
- 美國NASA

## 技术规格 （F-111F）

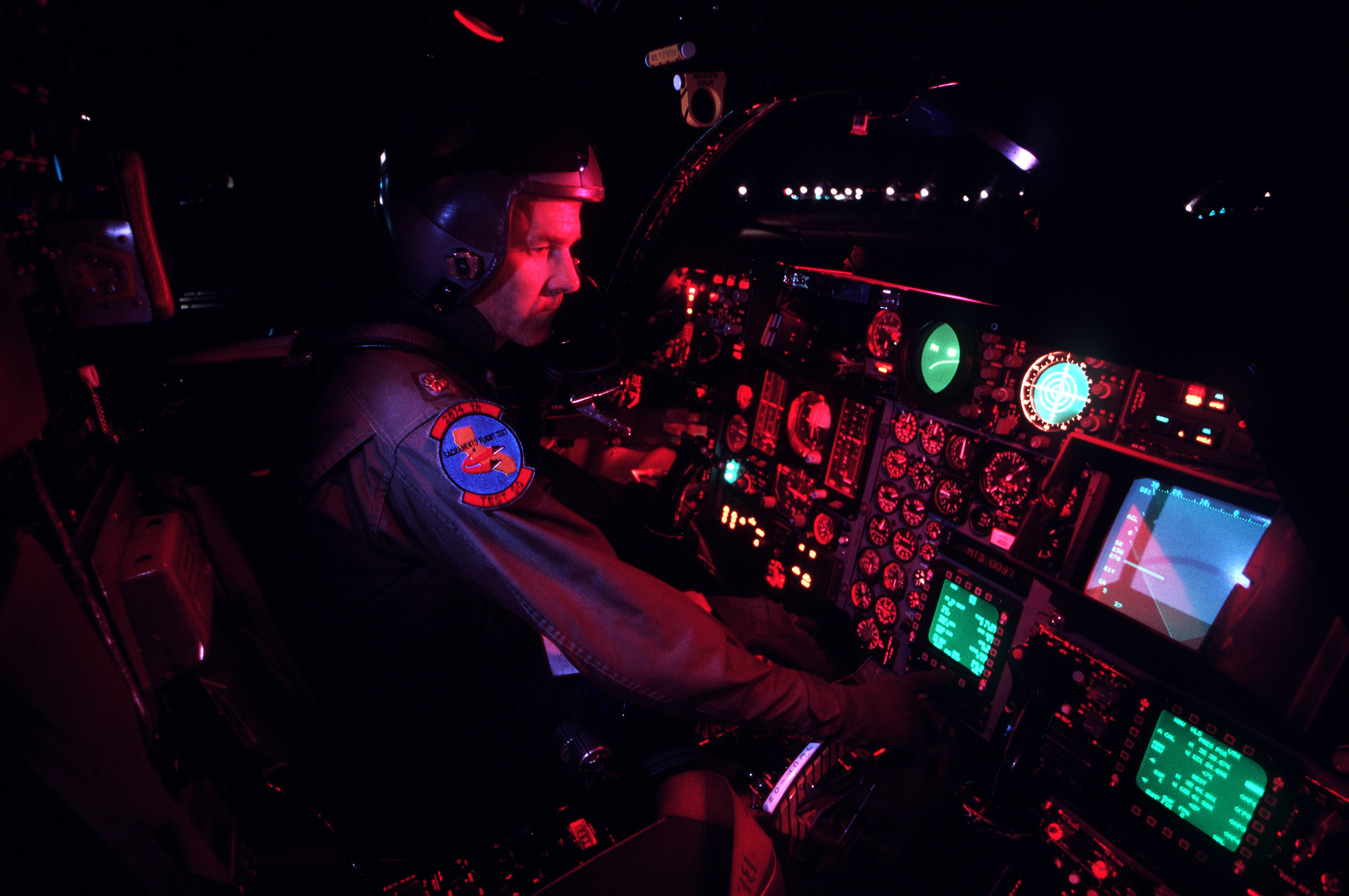
F-111座艙在夜間操作的情景

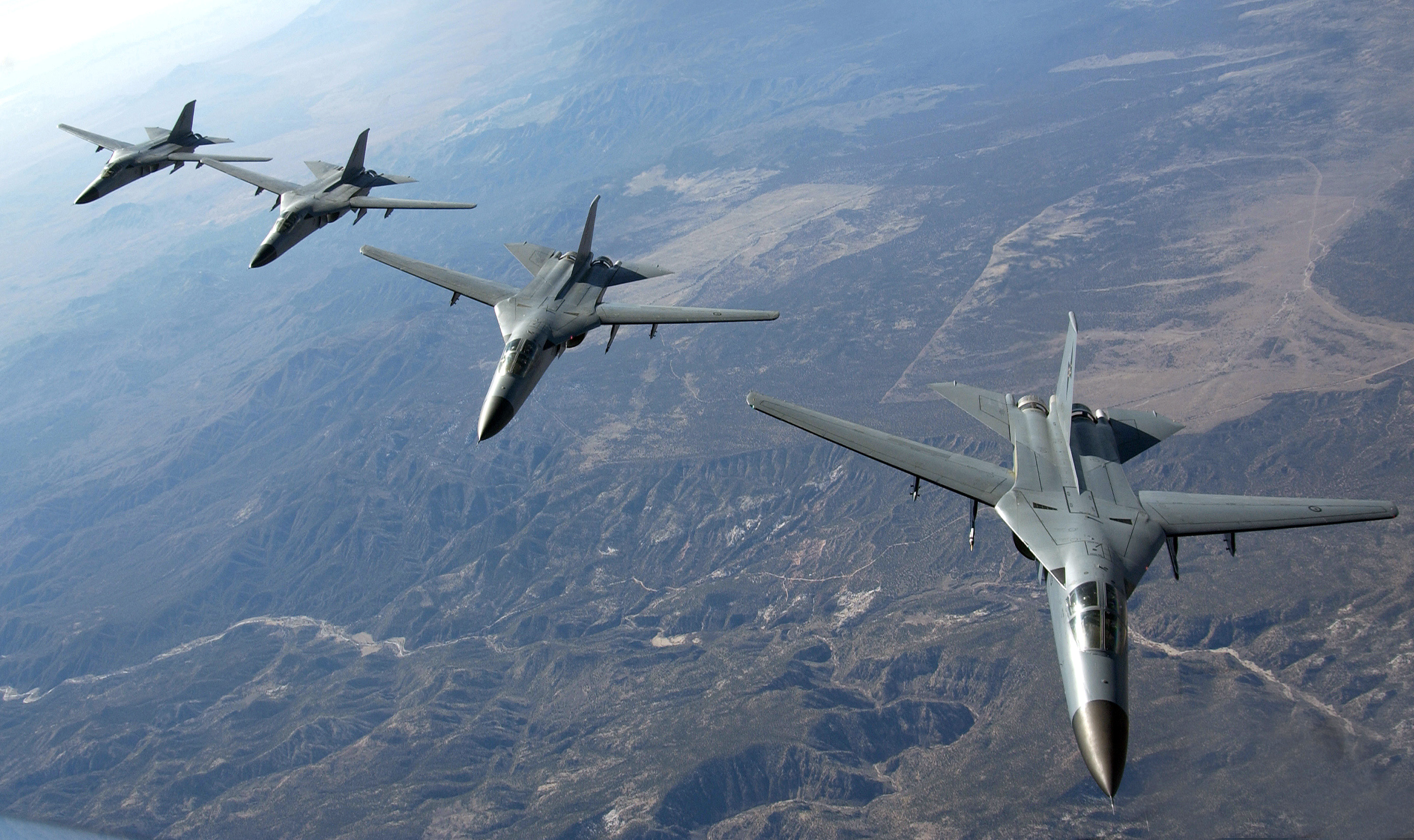
澳洲F-111編隊飛行

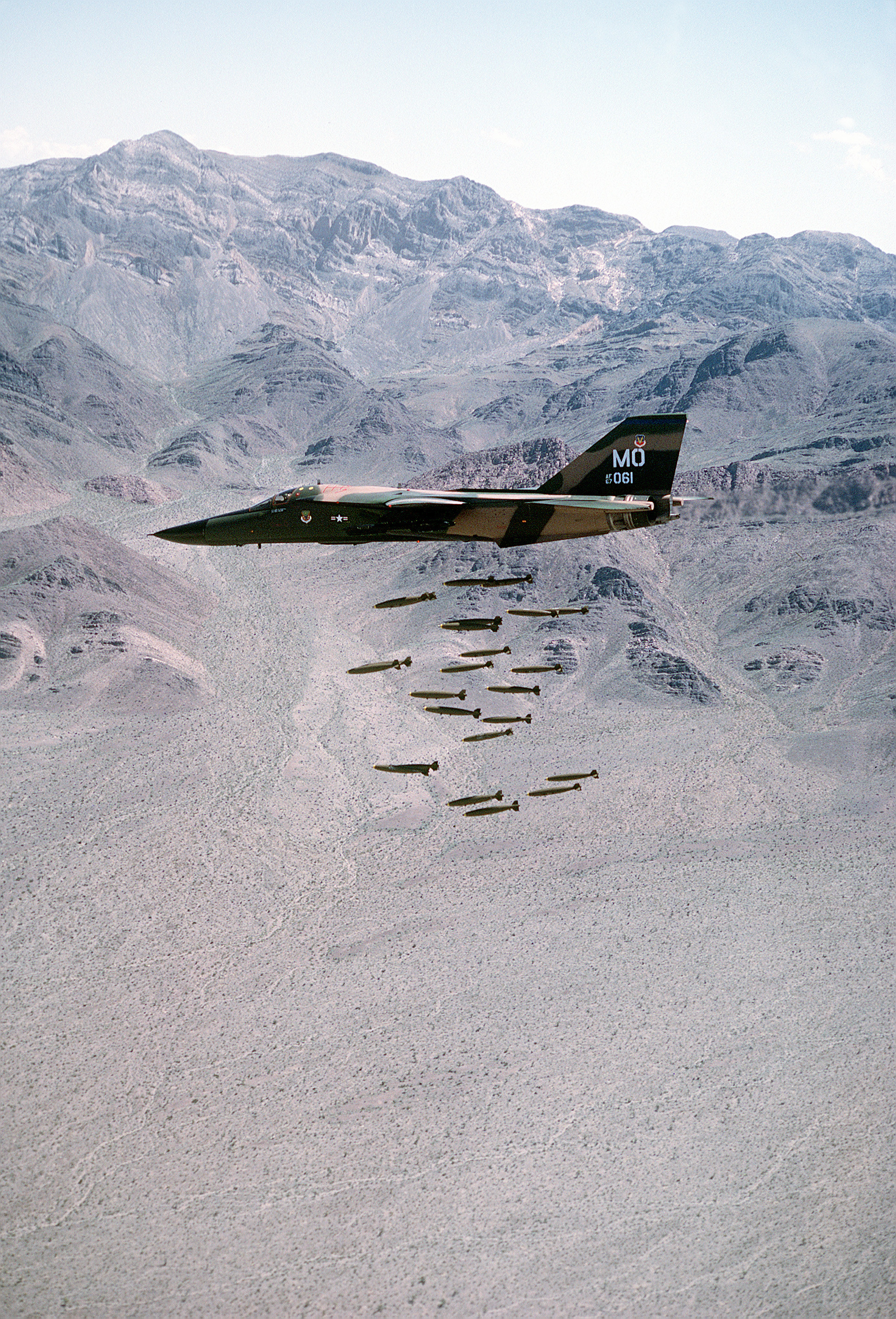
投下24枚MK 82炸彈

参考资料：Quest for Performance
基本信息
- 机组：2 （駕駛和武器官）
- 翼型：NACA 64-210.68 翼根, NACA 64-209.80 翼尖零升阻係數: 0.0186

性能
- 推重比：0.61
- 升阻比: 15.8

武器

- 機槍：1× M61 Vulcan20mm機砲（0.787 in）
- 炸彈：各式美軍炸彈

## 藝術作品
- 詹姆斯·羅森奎斯特：《F-111》，展出於紐約市的現代藝術博物館。 [15]

### 引用
1. ↑  Knaack, Marcelle Size. Encyclopedia of US Air Force Aircraft and Missile Systems: Volume 1 Post-World War II Fighters 1945-1973. Washington, DC: Office of Air Force History, 1978. ISBN 0-912799-59-5.
2. ↑  .   [2012-08-16]. （原始内容存档于2012-10-12）.
3. ↑  .   [2012-02-01]. （原始内容存档于2012-02-09）.
4. ↑  Gunston 1983, p. 32.
5. 1 2  Logan 1998, p. 33.
6. ↑  Gunston 1983, pp. 33–34.
7. ↑  Thornborough and Davies 1989, p. 34.
8. ↑  Logan 1998, pp. 283–284.
9. ↑  Logan 1998, pp. 284–285.
10. ↑  Boyne, Walter J. "El Dorado Canyon." （页面存档备份，存于） Air Force Magazine, March 1999.
11. 1 2  "GAO/NS-97-134, Operation Desert Storm, Evaluation of the Air Campaign." （页面存档备份，存于） US General Accounting Office, June 1997.
12. ↑  Logan 1998, pp. 286–287.
13. 1 2  "Air Force Performance in Desert Storm", p. 4. （页面存档备份，存于） U.S. Air Force, April 1991.
14. ↑  Loftin, LK, Jr. Quest for performance: The evolution of modern aircraft. NASA SP-468 （页面存档备份，存于）, NASA, 6 August 2004. Retrieved 22 April 2006.
15. ↑  right picture（页面存档备份，存于）

 F-111 (1-4)（页面存档备份，存于）